# Archidiecezja Kupang
Archidiecezja Kupang (łac. Archidioecesis Kupangensis, indonez. Keuskupan Agung Kupang) – rzymskokatolicka archidiecezja ze stolicą w Kupangu w prowincji Małe Wyspy Sundajskie Wschodnie, w Indonezji. Arcybiskupi Kupangu są również metropolitami metropolii o tej samej nazwie.

## Sufraganie
Sufraganiami arcybiskupa Kupangu są biskupi diecezji:
- Atambua
- Weetebula.

## Historia
13 kwietnia 1967 papież Paweł VI bullą Sanctorum mater erygował diecezję Kupang. Dotychczas wierni z tych terenów należeli do diecezji Atambua. Nowa diecezja została sufraganią archidiecezji Ende.
23 października 1989 papież Jan Paweł II podniósł diecezję Kupang do rangi archidiecezji metropolitarnej.

## Ordynariusze

### Biskup
- Gregorius Manteiro SVD (1967 – 1989)

### Arcybiskupi
- Gregorius Manteiro SVD (1989 – 1997)
- Peter Turang (1997 – 2024)
- Hironimus Pakaenoni (od 2024)